# Balinovača
Balinovača je mahala i malo hrvatsko katoličko groblje na osami. Nalazi se na visoravni Morine, tisuću metara sjeverno prema planini Crvnju pošavši od koliba Planinice, ispod visoke glavice u udolini kraj kamenih guvana. Na groblju su pokapani planištari. Groblje je odavno zapušteno.
Mahala Balinovača je podno Visoke glavice (na istoj Planinici). U mahali su nekad bile kuće-kolibe Martića. Na Balinovači je čuvena čatrnja Čajkuša. Tik uz uz Martićevu kuću je bivše središnje groblje za cijelo područje ovoga dijela Morina. Groblje je kružno i ograđeno kamenjem. Na groblju je nekoliko grobova, a dva su najbolje očuvana. Zbog izraslih kamenih lišaja natpisi na polomljenim križevima su nečitljivi.

## Vanjske poveznice
- Crkva na kamenu Slika: Morine Balinovača, 24. veljače 2017.
- Župa Uznesenja BDM, Nevesinje Morine - Balinovača, 24. kolovoza 2010.
- Župa Uznesenja BDM, Nevesinje Na Morinama ilindanska slava, 22. srpnja 2012.
- Župa Uznesenja BDM, Nevesinje Tragom planištara iz Donje Hercegovine po Morinama, Sominama..., 1. rujna 2010.